# برايوني بوتا
برايوني بوتا (بالإنجليزية: Bryony Botha) هي دراجة على المضمار نيوزيلندية، ولدت في 4 نوفمبر 1997 في أوكلاند في نيوزيلندا.

## سجل الفوز

### سباقات أو مراحل فاز بها
| التاريخ | السباق | المركز |
| ------- | ------ | ------ |

## وصلات خارجية
- برايوني بوتا على موقع أرشيف الدراجات (الإنجليزية)
- برايوني بوتا على موقع إحصائيات الدراجات الإحترافية (الإنجليزية)
- برايوني بوتا على موقع CycleBase (الإنجليزية)
- برايوني بوتا على موقع اللجنة الأولمبية الدولية (الإنجليزية)
- برايوني بوتا على موقع أوليمبيديا (الإنجليزية)
- برايوني بوتا على موقع اللجنة الأولمبية النيوزيلندية (الإنجليزية)